# Solanum amblycalyx
Solanum amblycalyx är en potatisväxtart som beskrevs av Michel Félix Dunal. Solanum amblycalyx ingår i släktet skattor som ingår i familjen potatisväxter. Inga underarter finns listade i Catalogue of Life.